# كلوديا لوسا
كلوديا لوسا (بالإسبانية: Claudia Llosa)‏ (و. 1976 – م) هي مخرجة سينمائية، وكاتبة سيناريو، ومنتجة أفلام من بيرو . ولدت في ليما .

## روابط خارجية
- كلوديا لوسا على موقع IMDb (الإنجليزية)
- كلوديا لوسا على موقع روتن توميتوز (الإنجليزية)
- كلوديا لوسا على موقع قاعدة بيانات الأفلام العربية
- كلوديا لوسا على موقع ألو سيني (الفرنسية)
- كلوديا لوسا على موقع أول موفي (الإنجليزية)
- كلوديا لوسا على موقع قاعدة بيانات الأفلام السويدية (السويدية)
- كلوديا لوسا على موقع قاعدة بيانات الفيلم (الإنجليزية)
- كلوديا لوسا على موقع كينوبويسك (الروسية)